# Animositisomina
Animositisomina — восьмой студийный альбом индастриал-метал-группы Ministry, выпущенный в 2003 году. Диск стал первым студийным альбомом группы и вторым релизом в общей сложности (после концертного альбома Sphinctour) на лейбле Sanctuary Records.

## Об альбоме
Название альбома — палиндром, составленный из слова animosity (враждебность).
Animositisomina стал последний альбом с Полом Баркером, а также последним, записанным в традиционном для Ministry жанре индастриал-метал перед переходом к ориентированному на трэш стилю на их следующей пластинке Houses of the Molé.
Диск занял 157-е место в американском чарте Billboard 200.

## Список композиций
| №   | Название                    | Авторы                                    | Длительность |
| --- | --------------------------- | ----------------------------------------- | ------------ |
| 1.  | «Animosity»                 | Йоргенсен, Баркер, Броди, Гроссман        | 4:36         |
| 2.  | «Unsung»                    | Йоргенсен, Баркер, Свитек, Уошем          | 3:11         |
| 3.  | «Piss»                      | Йоргенсен, Баркер, Свитек, Уошем          | 5:10         |
| 4.  | «Lockbox»                   | Йоргенсен, Баркер, Броди, Свитек, Уошем   | 4:45         |
| 5.  | «Broken»                    | Йоргенсен, Баркер, Броди                  | 4:52         |
| 6.  | «The Light Pours Out of Me» | Девото, Шелли, МакГео                     | 4:26         |
| 7.  | «Shove»                     | Йоргенсен, Баркер, Броди                  | 5:53         |
| 8.  | «Impossible»                | Йоргенсен, Баркер, Свитек, Уошем, Кинслоу | 7:43         |
| 9.  | «Stolen»                    | Йоргенсен, Баркер, Броди                  | 4:09         |
| 10. | «Leper»                     | Йоргенсен, Баркер, Броди                  | 9:00         |

## Участники записи
Ministry
- Эл Йоргенсен — вокал (1-8), лид/слайд/ритм-гитара (1-8, 10), клавишные (1, 4-6, 8, 10), программирование, продюсер
- Пол Баркер — бас-гитара, программирование, клавишные (2, 5, 7, 9, 10), вокал (9), ритм-гитара (5, 7, 9), продюсер

Дополнительные музыканты
- Макс Броди — барабаны и перкуссия, программирование (1, 4, 5, 7, 9, 10), саксофон (9)
- Рей Уошем — барабаны и перкуссия (2-4, 8)
- Луис Свитек — ритм-гитара (2-4, 8)
- Адам Гроссман — ритм-гитара (1)
- Анджела Лукацин-Йоргенсен — бэк-вокал (4)
- Кэтрин Кинслоу — хорный вокал (8)
- Джастин Ли — звукорежиссёр
- Джои Касарес — помощник звукорежиссёра
- Бобби Торрес — помощник звукорежиссёра
- Пол Элледж — арт-директор
- Л. Эддедж — арт-директор
- Тим Брюс — дизайн
- Том Бейкер — мастеринг